# Diocèse de Malliana
Ne doit pas être confondu avec Diocèse de Maliana.
Le diocèse de Malliana (latin : Dioecesis Mallianensis) est un diocèse de l'Église catholique supprimé puis devenu siège titulaire, actuellement occupé par Christopher R. Cooke (en), évêque auxiliaire de Philadelphie.

## Histoire
Malliana est identifié avec la ville de Miliana en Algérie contemporaine, c'est un ancien siège épiscopal de la province romaine de Maurétanie Césarienne.
Seuls trois évêques à ce jour ont été recensés du temps de l'existence du diocèse. Lors de la conférence de Carthage en 411, qui a vu réunis les évêques catholiques et donatistes de Rome, étaient présents : Vittore et Nestorius. Patera a assisté au synode réuni à Carthage en 484 par le roi vandale Hunéric, après quoi il a été exilé.
Aujourd'hui le diocèse de Malliana est utilisé en tant que siège titulaire d'un évêque, est actuellement vacant à la suite du décès de Bernd Joachim Uhl, évêque auxiliaire de l'archidiocèse de Fribourg-en-Brisgau.

## Titulaires

### Évêques de Malliana
- Vittore (mentionné en 411)
  - Nestorio (mentionné en 411, évêque du Donatisme)
- Patera (mentionné en 484)

### Évêques titulaires de Malliana
- Bruno Torpigliani (archevêque : 1er septembre 1964 - 2 mai 1995) : nonce apostolique du Saint-Siège au Salvador et au Guatemala (en), au Zaïre (en) puis aux Philippines (en)
- Éric Aumonier (12 juillet 1996 - 11 janvier 2001) : évêque auxiliaire de Paris
- Bernd Uhl : (29 mars 2001 - 22 janvier 2023) : évêque auxiliaire de Fribourg-en-Brisgau
- Christopher R. Cooke (en) (depuis le 8 décembre 2023 : évêque auxiliaire de Philadelphie

## Sources
- Steph. Antonii Morcelli, Africa christiana, vol. 1, Brixiae, 1961 (lire en ligne), p.211